# Emelie Wikström
Emelie Wikström, född 2 oktober 1992 i Sävsjö, är en f d svensk alpinskidåkare. 
Emelie Wikström världscupdebuterade januari 2009 i Garmisch Partenkirchen i Tyskland, men tog sig inte vidare till andra åket. Wikström har tidigare vunnit flera FIS Race-tävlingar och fått flera topp 10-placeringar och pallplatser i Europacupen. Hon har tagit sju SM-medaljer sedan 2009 varav 1 guld, 1 silver och 5 brons. Hennes bästa placeringar i världscupen är en 7 plats i Zagreb, Kroatien och en 4 plats i världscupsavslutningen i Österrikiska Schladming. 
Hennes bästa resultat i världscupen är en fjärdeplats som hon tog i slalom den 17 mars 2012. År 2014 OS-debuterade Wikström i OS i Sotji och slutade på en sjätte plats i damernas slalomtävling vilket även var hennes bästa resultat för säsongen. 2021 meddelade Wikström att hon avslutar sin aktiva utförsåkningskarriär. 